# Rad-net Rose Team
El Rad-net Rose Team (codi UCI: RNR) és un equip ciclista alemany, de ciclisme en ruta de categoria continental des del 2013.

## Principals resultats
- Volta al Marroc: Stefan Schumacher (2016)

### A les grans voltes
- Giro d'Itàlia
  - 0 participacions

- Tour de França
  - 0 participacions

- Volta a Espanya
  - 0 participacions

## Composició de l'equip
| \| Llista de l'equip 2016 \| Llista de l'equip 2016 \| Llista de l'equip 2016 \| Llista de l'equip 2016 \| \| Ciclista \| Data de naixement \| Equip previ \| \| \| --------------------------------------- \| ---------------------- \| -------------------------------- \| ---------------------- \| \| Pascal Ackermann \| 17 de gener de 1994 \| \| \| \| Lukas Baum \| 28 de febrer de 1995 \| \| \| \| Maximilian Beyer \| 28 de desembre de 1993 \| \| \| \| Henning Bommel \| 23 de febrer de 1983 \| LKT Team Brandenburg (2012) \| \| \| Patrick Haller \| 9 de juliol de 1997 \| \| \| \| Michel Koch \| 15 de octubre de 1991 \| Cannondale (2014) \| \| \| Leif Lampater \| 22 de desembre de 1982 \| \| \| \| Lucas Liss \| 12 de gener de 1992 \| Stölting (2014) \| \| \| Marco Mathis \| 7 de abril de 1994 \| \| \| \| Theo Reinhardt \| 17 de setembre de 1990 \| SC Berlin (2012) \| \| \| Nils Schomber \| 15 de març de 1994 \| \| \| \| Kersten Thiele \| 29 de setembre de 1992 \| LKT Team Brandenburg (2012) \| \| \| Jan Tschernoster \| 31 de agost de 1996 \| \| \| \| Mario Vogt \| 17 de gener de 1992 \| Specialized Concept Store (2012) \| \| \| Domenic Weinstein \| 27 de agost de 1994 \| \| \| \| Felix Groß \| 4 de setembre de 1998 \| Floorball-Bundesliga (2010) \| \| \| \| \| \| \| \| Fonts: ProCyclingStats Cycling Quotient \| \| \| \| |                        |                                  |  |
| Llista de l'equip 2016 |                        |                                  |  |
| Ciclista | Data de naixement      | Equip previ                      |  |
| Pascal Ackermann | 17 de gener de 1994    |                                  |  |
| Lukas Baum | 28 de febrer de 1995   |                                  |  |
| Maximilian Beyer | 28 de desembre de 1993 |                                  |  |
| Henning Bommel | 23 de febrer de 1983   | LKT Team Brandenburg (2012)      |  |
| Patrick Haller | 9 de juliol de 1997    |                                  |  |
| Michel Koch | 15 de octubre de 1991  | Cannondale (2014)                |  |
| Leif Lampater | 22 de desembre de 1982 |                                  |  |
| Lucas Liss | 12 de gener de 1992    | Stölting (2014)                  |  |
| Marco Mathis | 7 de abril de 1994     |                                  |  |
| Theo Reinhardt | 17 de setembre de 1990 | SC Berlin (2012)                 |  |
| Nils Schomber | 15 de març de 1994     |                                  |  |
| Kersten Thiele | 29 de setembre de 1992 | LKT Team Brandenburg (2012)      |  |
| Jan Tschernoster | 31 de agost de 1996    |                                  |  |
| Mario Vogt | 17 de gener de 1992    | Specialized Concept Store (2012) |  |
| Domenic Weinstein | 27 de agost de 1994    |                                  |  |
| Felix Groß | 4 de setembre de 1998  | Floorball-Bundesliga (2010)      |  |
| |                        |                                  |  |
| Fonts: ProCyclingStats Cycling Quotient |                        |                                  |  |

| \| Llista de l'equip 2017 \| Llista de l'equip 2017 \| Llista de l'equip 2017 \| Llista de l'equip 2017 \| \| Ciclista \| Data de naixement \| Equip previ \| \| \| ---------------------------------------- \| ---------------------- \| ----------------------------- \| ---------------------- \| \| Bastian Flicke \| 25 de juny de 1998 \| \| \| \| Jasper Frahm \| 7 de març de 1996 \| \| \| \| Konrad Geßner \| 25 de desembre de 1995 \| \| \| \| Felix Groß \| 4 de setembre de 1998 \| Floorball-Bundesliga (2010) \| \| \| Patrick Haller \| 9 de juliol de 1997 \| \| \| \| Leif Lampater \| 22 de desembre de 1982 \| \| \| \| Lucas Liss \| 12 de gener de 1992 \| Stölting (2014) \| \| \| Tobias Nolde \| 9 de desembre de 1998 \| \| \| \| Florian Obersteiner (2 de oct–31 de des) \| 11 de octubre de 1995 \| \| \| \| Lukas Ortner (2 de oct–31 de des) \| 25 de abril de 1998 \| \| \| \| Theo Reinhardt \| 17 de setembre de 1990 \| SC Berlin (2012) \| \| \| Sven Reutter \| 13 de agost de 1996 \| Stölting Service Group (2016) \| \| \| Nils Schomber \| 15 de març de 1994 \| \| \| \| Kersten Thiele \| 29 de setembre de 1992 \| LKT Team Brandenburg (2012) \| \| \| Jan Tschernoster \| 31 de agost de 1996 \| \| \| \| Domenic Weinstein \| 27 de agost de 1994 \| \| \| \| Maximilian Beyer \| 28 de desembre de 1993 \| \| \| \| Henning Bommel \| 23 de febrer de 1983 \| LKT Team Brandenburg (2012) \| \| \| \| \| \| \| \| Font: ProCyclingStats \| \| \| \| |                        |                               |  |
| Llista de l'equip 2017 |                        |                               |  |
| Ciclista | Data de naixement      | Equip previ                   |  |
| Bastian Flicke | 25 de juny de 1998     |                               |  |
| Jasper Frahm | 7 de març de 1996      |                               |  |
| Konrad Geßner | 25 de desembre de 1995 |                               |  |
| Felix Groß | 4 de setembre de 1998  | Floorball-Bundesliga (2010)   |  |
| Patrick Haller | 9 de juliol de 1997    |                               |  |
| Leif Lampater | 22 de desembre de 1982 |                               |  |
| Lucas Liss | 12 de gener de 1992    | Stölting (2014)               |  |
| Tobias Nolde | 9 de desembre de 1998  |                               |  |
| Florian Obersteiner (2 de oct–31 de des) | 11 de octubre de 1995  |                               |  |
| Lukas Ortner (2 de oct–31 de des) | 25 de abril de 1998    |                               |  |
| Theo Reinhardt | 17 de setembre de 1990 | SC Berlin (2012)              |  |
| Sven Reutter | 13 de agost de 1996    | Stölting Service Group (2016) |  |
| Nils Schomber | 15 de març de 1994     |                               |  |
| Kersten Thiele | 29 de setembre de 1992 | LKT Team Brandenburg (2012)   |  |
| Jan Tschernoster | 31 de agost de 1996    |                               |  |
| Domenic Weinstein | 27 de agost de 1994    |                               |  |
| Maximilian Beyer | 28 de desembre de 1993 |                               |  |
| Henning Bommel | 23 de febrer de 1983   | LKT Team Brandenburg (2012)   |  |
| |                        |                               |  |
| Font: ProCyclingStats |                        |                               |  |

## Classificacions UCI

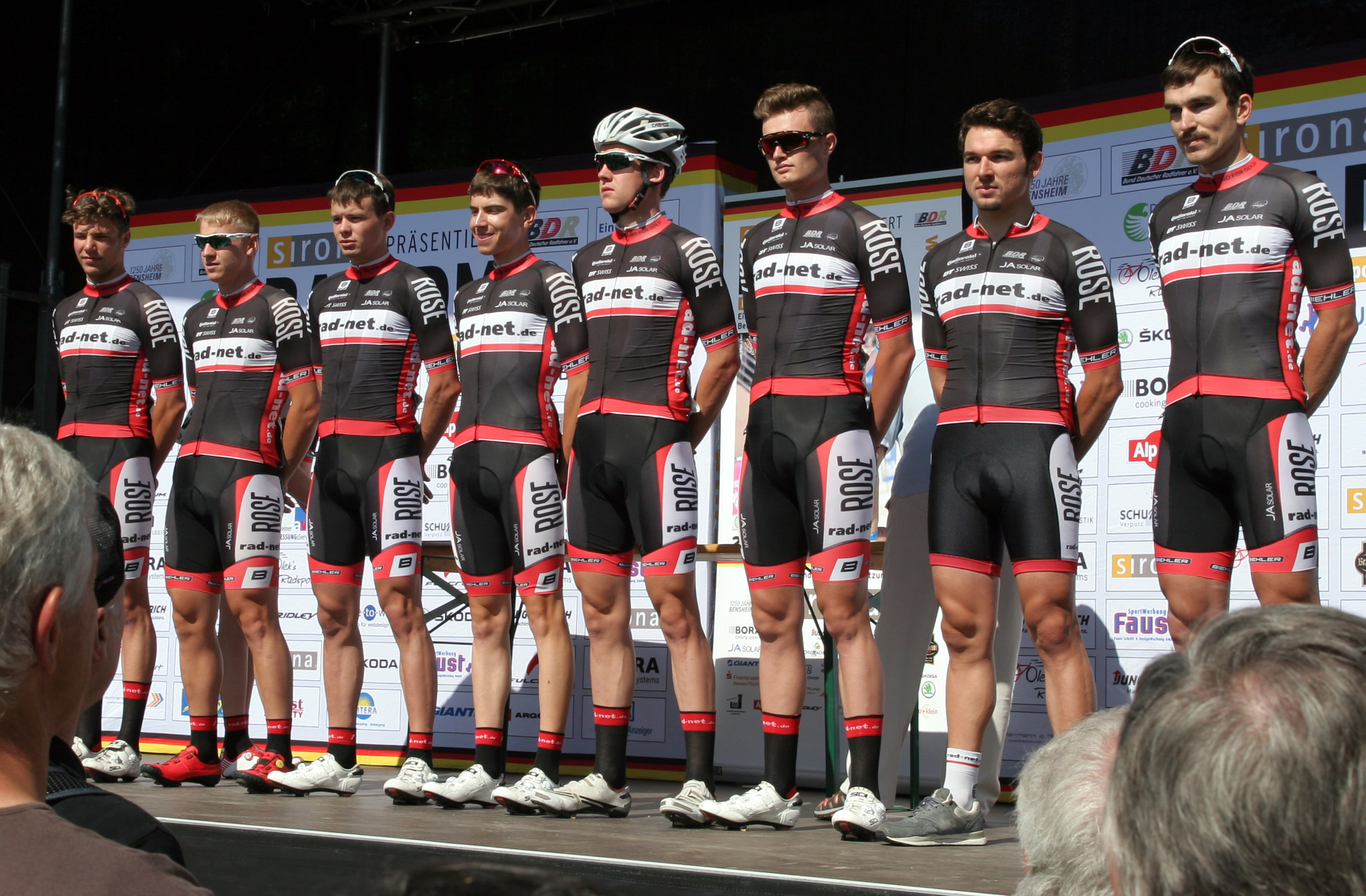
L'equip al 2015

L'equip participa en les proves dels circuits continentals i principalment en les curses del calendari de l'UCI Europa Tour.
UCI Àfrica Tour
| Temporada | Classificació per equips | Millor ciclista en la classificació individual |
| --------- | ------------------------ | ---------------------------------------------- |
| 2013      | 18è                      | Lucas Liss (169è)                              |
| 2014      | 26è                      | Emanuel Buchmann (201è)                        |

UCI Àsia Tour
| Temporada | Classificació per equips | Millor ciclista en la classificació individual |
| --------- | ------------------------ | ---------------------------------------------- |
| 2016      | 15è                      | Pascal Ackermann (45è)                         |

UCI Europa Tour
| Temporada | Classificació per equips | Millor ciclista en la classificació individual |
| --------- | ------------------------ | ---------------------------------------------- |
| 2013      | 92è                      | Theo Reinhardt (248è)                          |
| 2014      | 94è                      | Emanuel Buchmann (307è)                        |
| 2015      | 66è                      | Pascal Ackermann (239è)                        |
| 2016      | 50è                      | Pascal Ackermann (103è)                        |
| 2017      | 101è                     | Konrad Geßner (535è)                           |